# Comal County
Das Comal County ist ein County im Bundesstaat Texas der Vereinigten Staaten. Das U.S. Census Bureau hat bei der Volkszählung 2020 eine Einwohnerzahl von 161.501 ermittelt. Der Sitz der County-Verwaltung (County Seat) befindet sich in New Braunfels.

## Geographie
Das County liegt etwa 100 km südöstlich des geographischen Zentrums von Texas und hat eine Fläche von 1488 Quadratkilometern, wovon 34 Quadratkilometer Wasserfläche sind. Es grenzt im Uhrzeigersinn an folgende Countys: Blanco County, Hays County, Guadalupe County, Bexar County und Kendall County.

## Geschichte
Comal County wurde am 24. März 1846 aus Teilen des Bexar County gebildet. Benannt wurde es nach dem Comal River, dessen Name auf die spanische Bezeichnung für Pfanne zurückgeht und die flache Landschaft der Gegend beschreibt.
16 Bauwerke und Stätten des Countys sind im National Register of Historic Places (NRHP) eingetragen (Stand 20. Oktober 2018).

## Demografische Daten

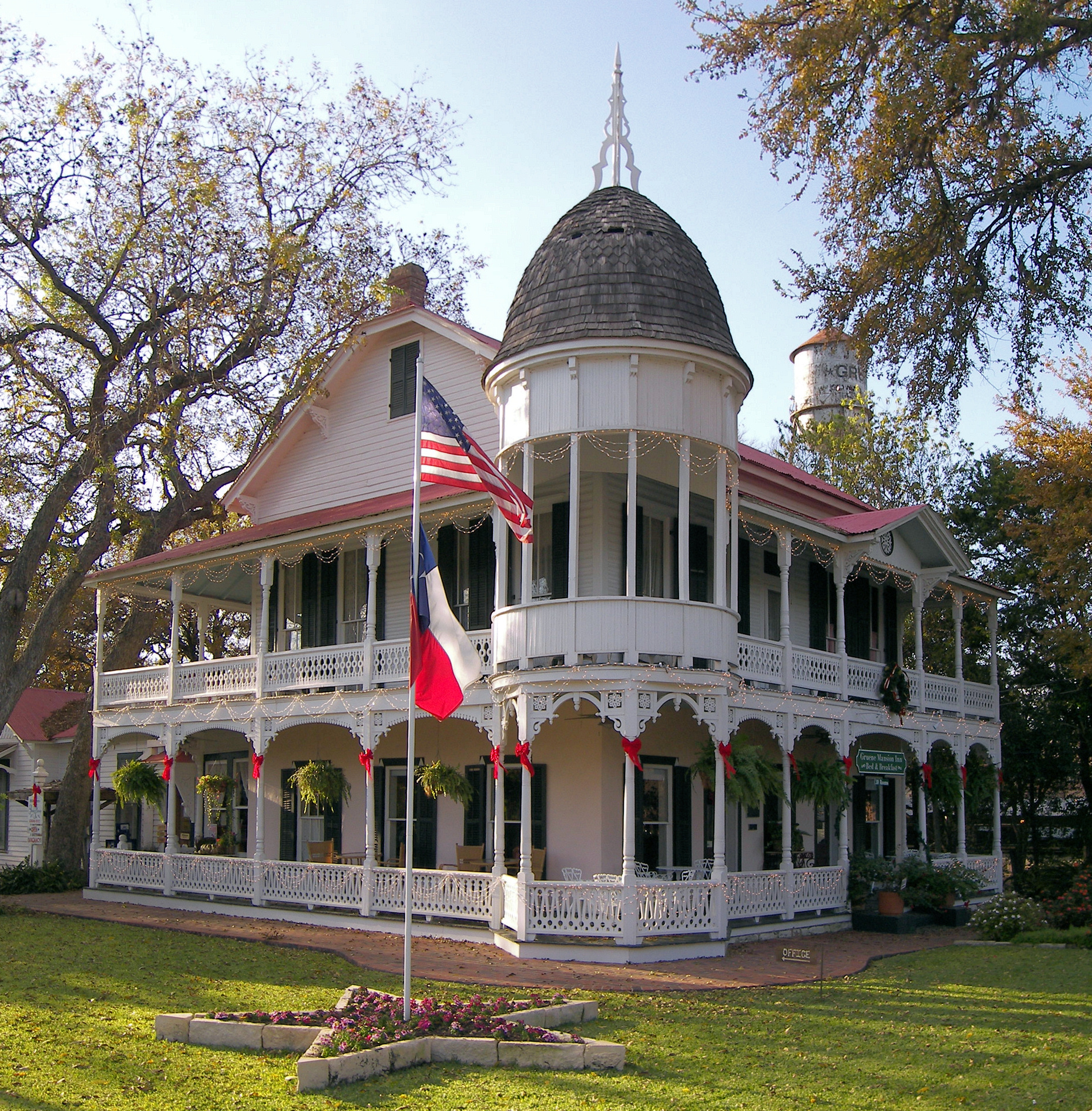
Gruene Family Home im Gruene Historic District, gelistet im NRHP mit der Nr. 75001962

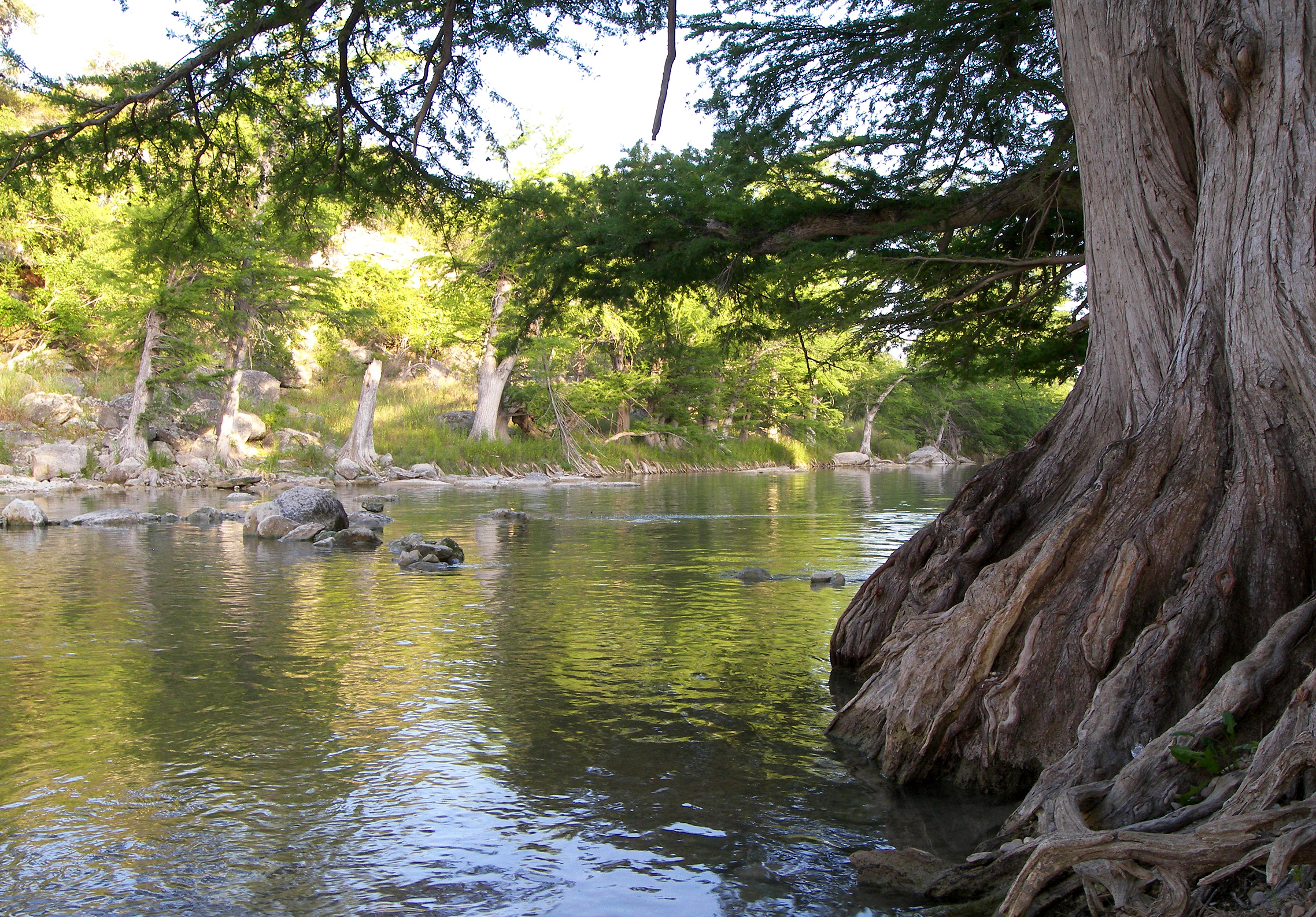
Der Guadalupe River im Guadalupe River State Park

Nach der Volkszählung im Jahr 2000 lebten im Comal County 78.021 Menschen in 29.066 Haushalten und 21.886 Familien. Die Bevölkerungsdichte betrug 54 Einwohner pro Quadratkilometer. Ethnisch betrachtet setzte sich die Bevölkerung zusammen aus 89,08 Prozent Weißen, 0,95 Prozent Afroamerikanern, 0,53 Prozent amerikanischen Ureinwohnern, 0,46 Prozent Asiaten, 0,03 Prozent Bewohnern aus dem pazifischen Inselraum und 6,98 Prozent aus anderen ethnischen Gruppen; 1,96 Prozent stammten von zwei oder mehr Ethnien ab. 22,57 Prozent der Einwohner waren spanischer oder lateinamerikanischer Abstammung.
Von den 29.066 Haushalten hatten 33,3 Prozent Kinder oder Jugendliche, die mit ihnen zusammen lebten. 62,8 Prozent waren verheiratete, zusammenlebende Paare 9,0 Prozent waren allein erziehende Mütter und 24,7 Prozent waren keine Familien. 20,6 Prozent waren Singlehaushalte und in 9,0 Prozent lebten Menschen im Alter von 65 Jahren oder darüber. Die durchschnittliche Haushaltsgröße betrug 2,64 und die durchschnittliche Familiengröße betrug 3,05 Personen.
25,5 Prozent der Bevölkerung war unter 18 Jahre alt, 7,0 Prozent zwischen 18 und 24, 27,5 Prozent zwischen 25 und 44, 25,2 Prozent zwischen 45 und 64 und 14,8 Prozent waren 65 Jahre alt oder älter. Das Medianalter betrug 39 Jahre. Auf 100 weibliche Personen kamen 96 männliche Personen und auf 100 Frauen im Alter von 18 Jahren oder darüber kamen 93,2 Männer.
Das jährliche Durchschnittseinkommen eines Haushalts betrug 46.147 USD, das Durchschnittseinkommen einer Familie betrug 52.455 USD. Männer hatten ein Durchschnittseinkommen von 36.048 USD, Frauen 25.940 USD. Das Prokopfeinkommen betrug 21.914 USD. 6,4 Prozent der Familien und 8,6 Prozent der Einwohner lebten unterhalb der Armutsgrenze.

## Orte im County
- Bracken
- Bulverde
- Canyon Lake
- Comal
- Corbyn
- Dittlinger
- Fair Oaks Ranch
- Fischer
- Garden Ridge
- Gruene
- Hunter
- Jentsch Acres
- Landa Park Highlands
- New Braunfels
- Ogden
- Sattler
- Schertz
- Selma
- Solms
- Spring Branch
- Startzville
- Thorn Hill